# Władysław Klucz
Władysław Klucz (ur. 27 lipca 1897 w Górze, zm. 13–14 kwietnia 1940 w Katyniu) – major piechoty Wojska Polskiego, działacz niepodległościowy, kawaler Orderu Virtuti Militari, ofiara zbrodni katyńskiej.

## Życiorys
Syn Franciszka i Antoniny z Kluczów urodzony 27 lipca 1897 we wsi Góra w powiecie żnińskim. Absolwent gimnazjum humanistycznego w Żninie. 2 marca 1916 został wcielony do armii niemieckiej. Walczył na froncie rosyjskim i francuskim. W lipcu 1918 został ranny pod Reims–Prunay (II bitwa nad Marną). Pod koniec wojny został przeniesiony do batalionu zapasowego 84 pułku piechoty, a 20 grudnia 1918 zwolniony z wojska.
W 1918 zaciągnął się do 9 pułku Strzelców Wielkopolskich. Walczył w powstaniu wielkopolskim i na wojnie z bolszewikami.
Po wojnie pozostał w pułku. W 1921 awansował do stopnia podporucznika, w 1922 – porucznika, w 1924 – kapitana. Następnie służył w sztabie 4 Dywizji Piechoty w Toruniu i Centrum Szkolenia Podoficerów Piechoty nr 2. W listopadzie 1928 został przeniesiony z Dowództwa Okręgu Korpusu Nr III w Grodnie do 13 Pułku Piechoty w Pułtusku. W 1932 ukończył kurs dowódców batalionu. 4 lutego 1934 prezydent RP nadał mu z dniem 1 stycznia 1934 stopień majora w korpusie oficerów piechoty i 35. lokatą. W kwietniu 1934 został wyznaczony w macierzystym pułku na stanowisko dowódcy batalionu. W marcu 1939 nadal pełnił służbę w 13 pp na stanowisku II zastępcy dowódcy pułku (kwatermistrza).
W czasie kampanii wrześniowej 1939 dostał się do niewoli sowieckiej. Już w grudniu 1939 znajdował się w obozie w Kozielsku. 11 lub 12 kwietnia 1940 został przekazany do dyspozycji naczelnika Zarządu NKWD Obwodu Smoleńskiego. 13 lub 14 kwietnia 1940 zamordowany przez funkcjonariuszy NKWD w Katyniu i tam pogrzebany. 28 lipca 2000 nastąpiło oficjalne otwarcie w tym miejscu Polskiego Cmentarza Wojennego w Katyniu.
Był żonaty, dzieci nie miał.
5 października 2007 minister obrony narodowej Aleksander Szczygło – decyzją nr 439/MON – mianował go pośmiertnie na stopień podpułkownika. Awans został ogłoszony 9 listopada 2007 w Warszawie, w trakcie uroczystości „Katyń Pamiętamy – Uczcijmy Pamięć Bohaterów”.

## Ordery i odznaczenia
- Krzyż Srebrny Orderu Virtuti Militari nr 4526
- Krzyż Walecznych[19]
- Złoty Krzyż Zasługi – 10 listopada 1938 „za zasługi w służbie wojskowej”[20][21]
- Medal Niepodległości – 16 września 1931 „za pracę w dziele odzyskania niepodległości”[22][23]
- Srebrny Krzyż Zasługi – 18 marca 1932 „za zasługi na polu wyszkolenia wojska”[24]
- Medal Pamiątkowy za Wojnę 1918–1921[25]
- Medal Dziesięciolecia Odzyskanej Niepodległości[25]